# Visite de Woodrow Wilson en Belgique

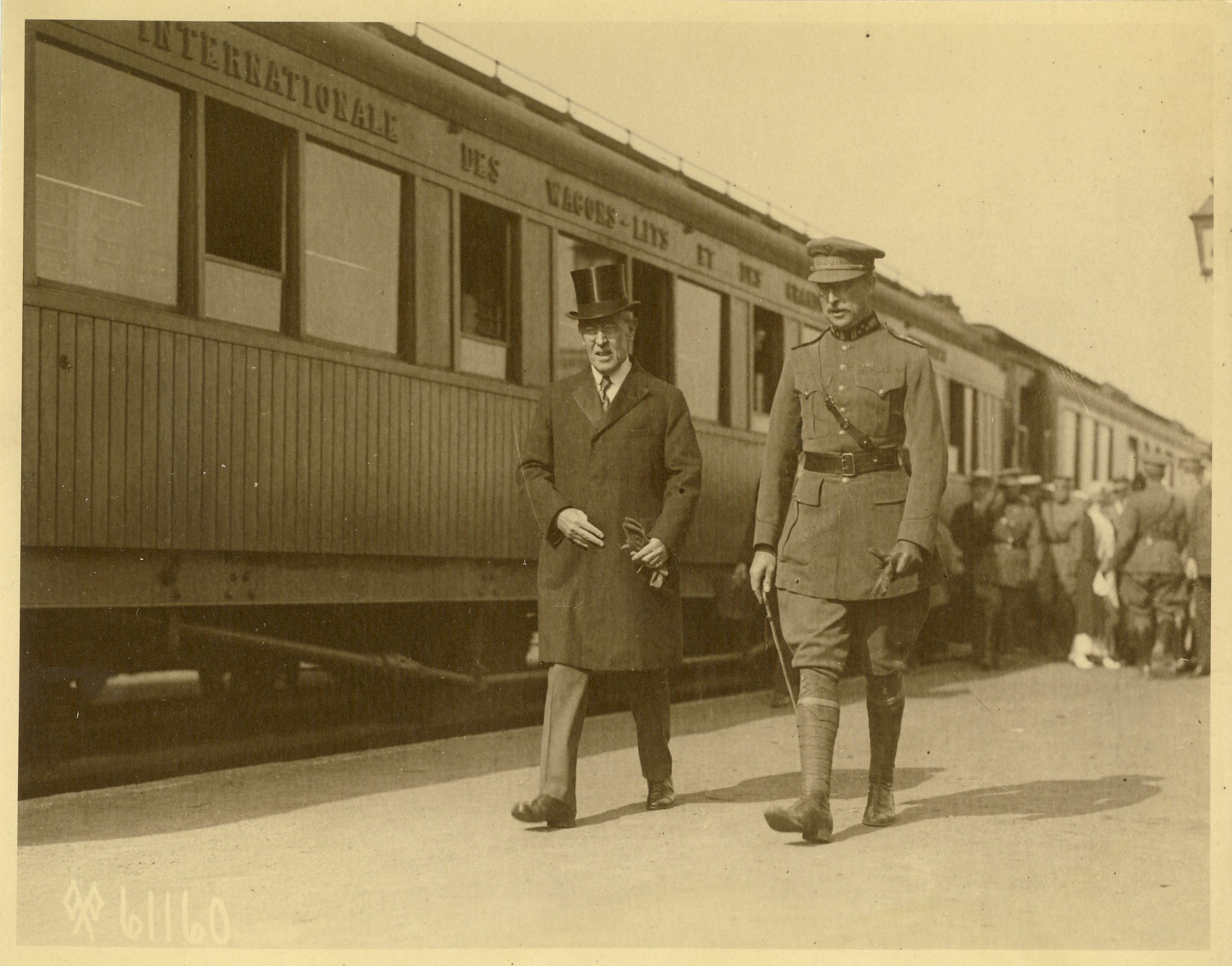
Le président américain Woodrow Wilson et le roi belge Albert Ier dans la gare d'Adinkerque le 18 juin 1919.

La visite de Woodrow Wilson en Belgique a eu lieu le 18 et 19 juin 1919, quelques mois après la signature de l'armistice de 1918 mettant fin à la Première Guerre mondiale. C'était la première visite d'un président américain en Belgique.

## Wilson en Europe
Après la signature de l'armistice le 11 novembre 1918, qui marque après quatre ans la fin de la Première Guerre mondiale, le président des États-Unis Woodrow Wilson se rend en Europe en décembre 1918 pour d'assister aux négociations de paix à Paris. Il s'agit de la première visite en Europe d'un président américain.
Après avoir visité la France, le Royaume-Uni et l'Italie, Wilson visite la Belgique en juin 1919, après la fin des négociations et en attendant la signature du traité de Versailles.

## Déroulement de la visite
Venant de France, Wilson arrive en train en gare d'Adinkerque, la gare la plus à l'ouest de la Belgique, près de La Panne. Le président est accueilli par le roi Albert Ier, par la reine Élisabeth et par Brand Whitlock, l'ambassadeur américain en Belgique.

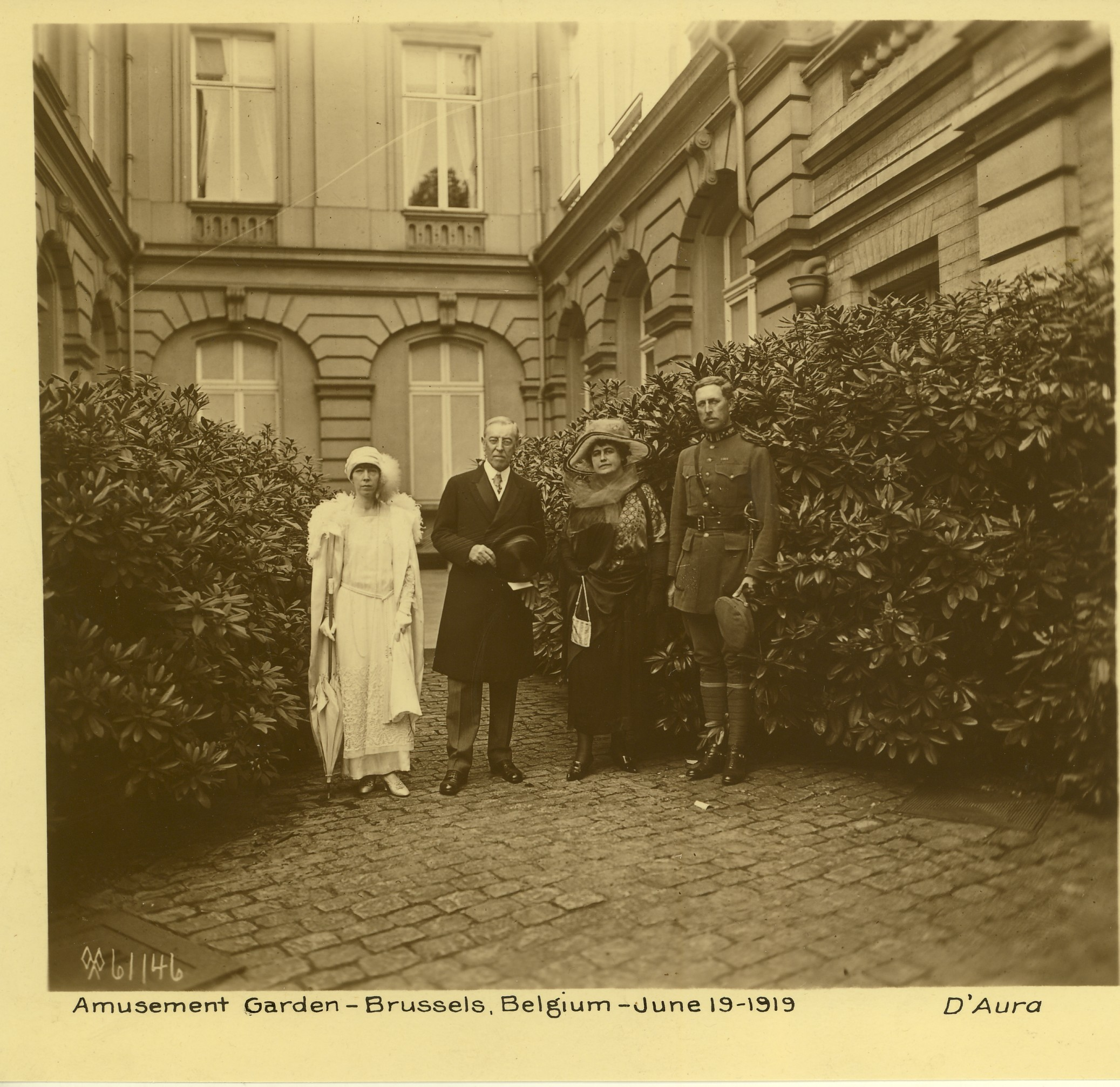
Woodrow Wilson, son épouse Edith Wilson, le roi Albert Ier et la reine Élisabeth de Belgique.

Le président Wilson et le roi Albert visitent d'abord le Westhoek, puis partent pour Bruxelles. Le cortège du président et du roi quitte Adinkerque et fait halte à Nieuport, Dixmude et Ypres, où les Halles aux draps ont été complètement détruites. Plus tard, le cortège traverse Menin, Roulers, Thourout et Ostende pour visiter finalement le port de Zeebruges.
Le soir du 18 juin 1919, Wilson arrive à Bruxelles en train et passe la nuit à l'hôtel Bellevue, près du palais royal de Bruxelles, sur la place des Palais.
Le lendemain 19 juin 1919, le président Wilson et le roi Albert rendent visite aux usines détruites et pillées par les Allemands à Marchienne-au-Pont, près de Charleroi. De nouveau à Bruxelles, vers midi, Wilson rencontre des Américains habitant en Belgique et prononce un discours au parlement. Puis Wilson, protestant, a une rencontre avec l'archevêque Désiré-Joseph Mercier à Malines. Le président visite ensuite finalement Louvain, où il reçoit un doctorat honoris causa au milieu des ruines de la bibliothèque universitaire, brûlée en 1914.
Le soir du 19 juin, le président Wilson assiste à un banquet au Palais de Bruxelles avant de repartir pour Paris. Le traité de Versailles sera signé quelques jours plus tard. Le prochain président des États-Unis à visiter la Belgique sera Harry S. Truman, qui la traversera en 1945 pendant son voyage pour assister à la conférence de Potsdam.

## Galerie

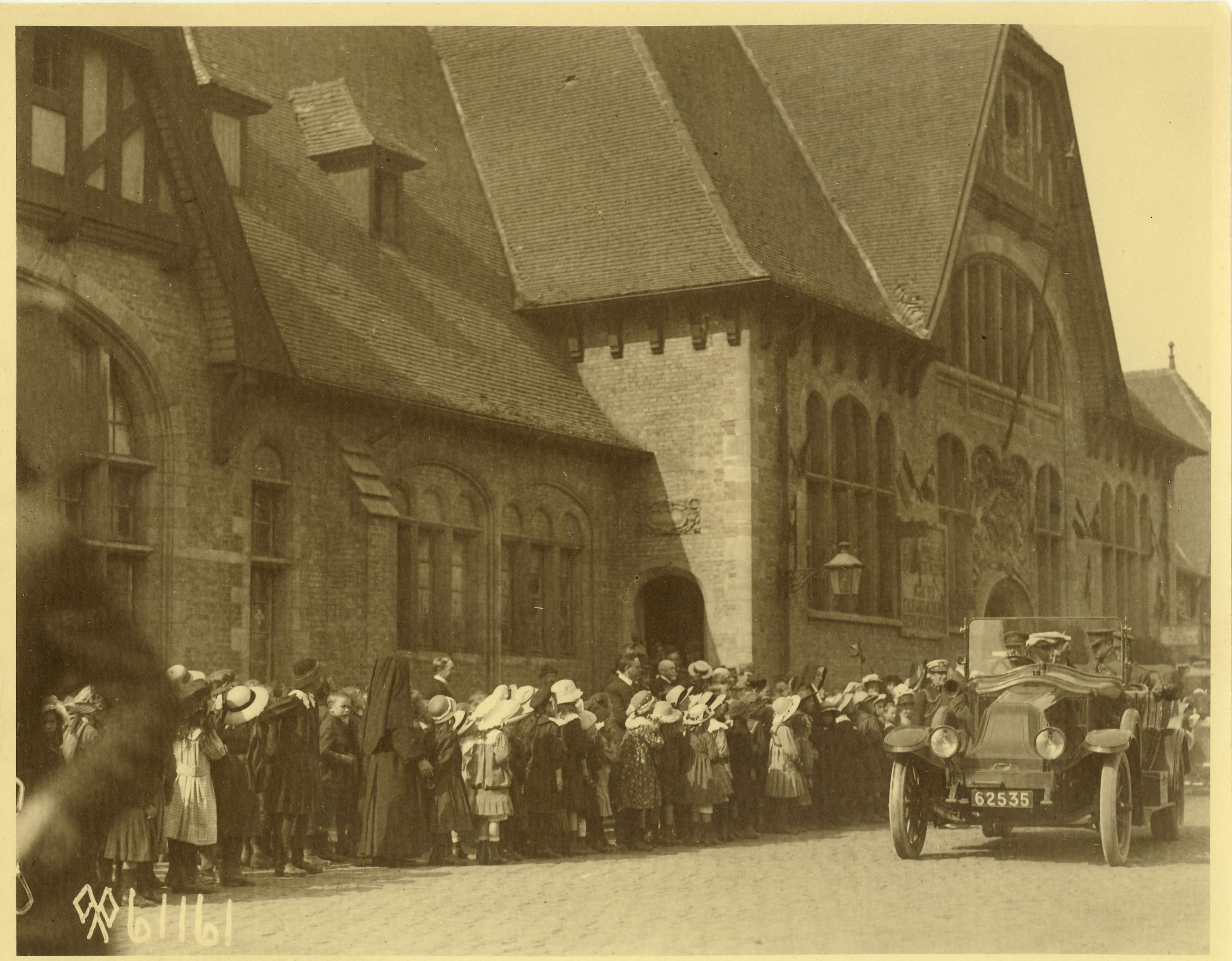
Gare d'Adinkerque.
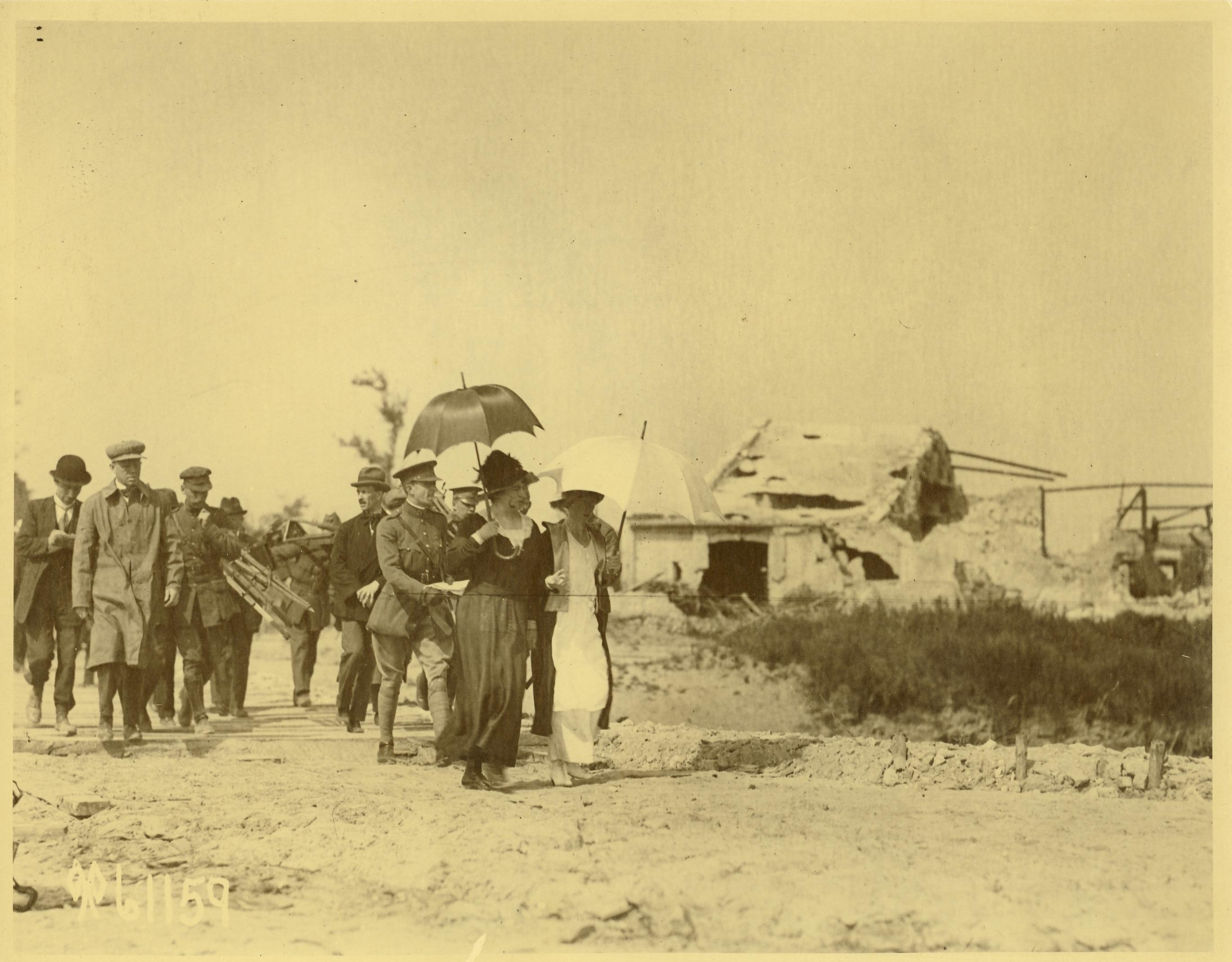
Nieuport.
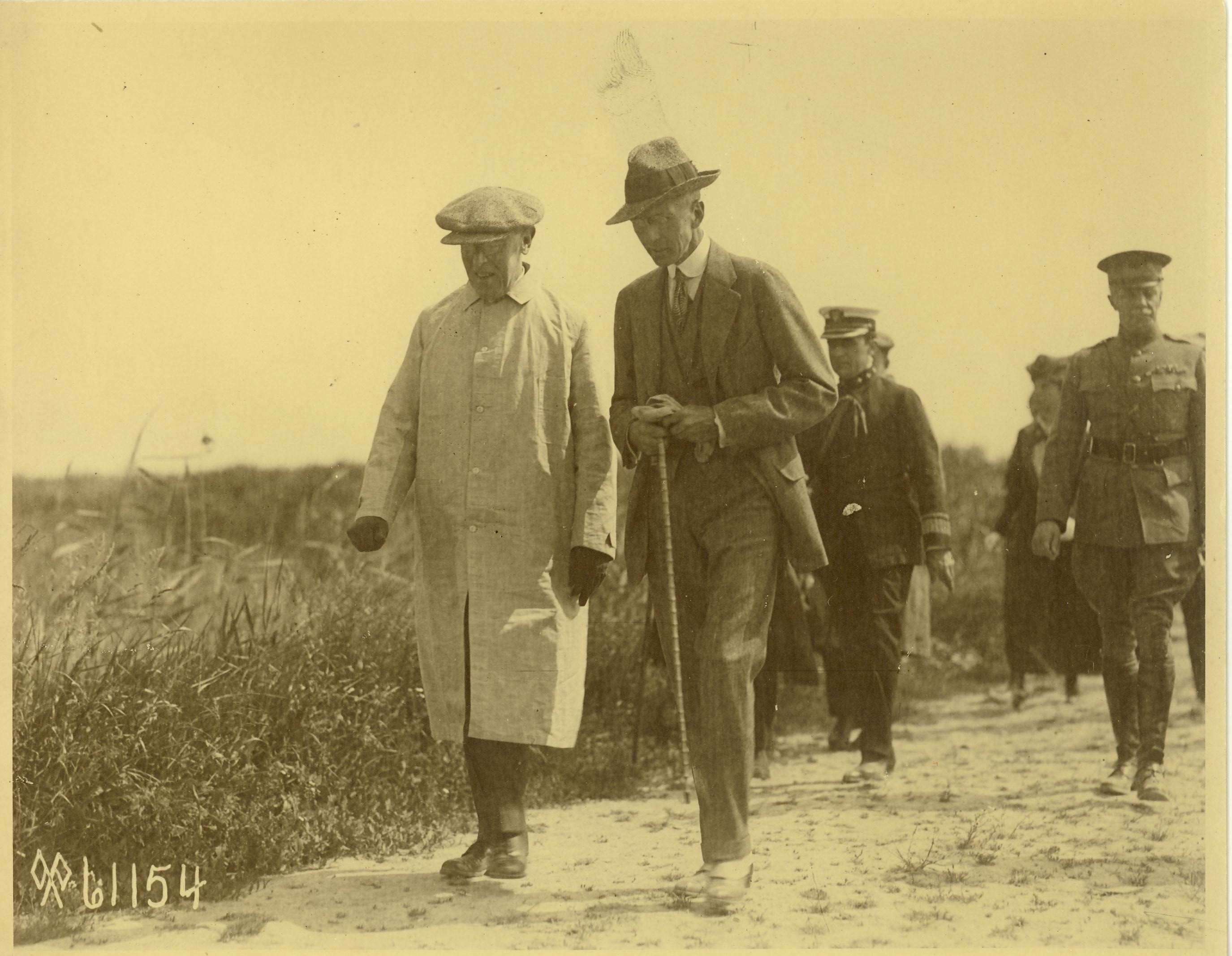
Nieuport.
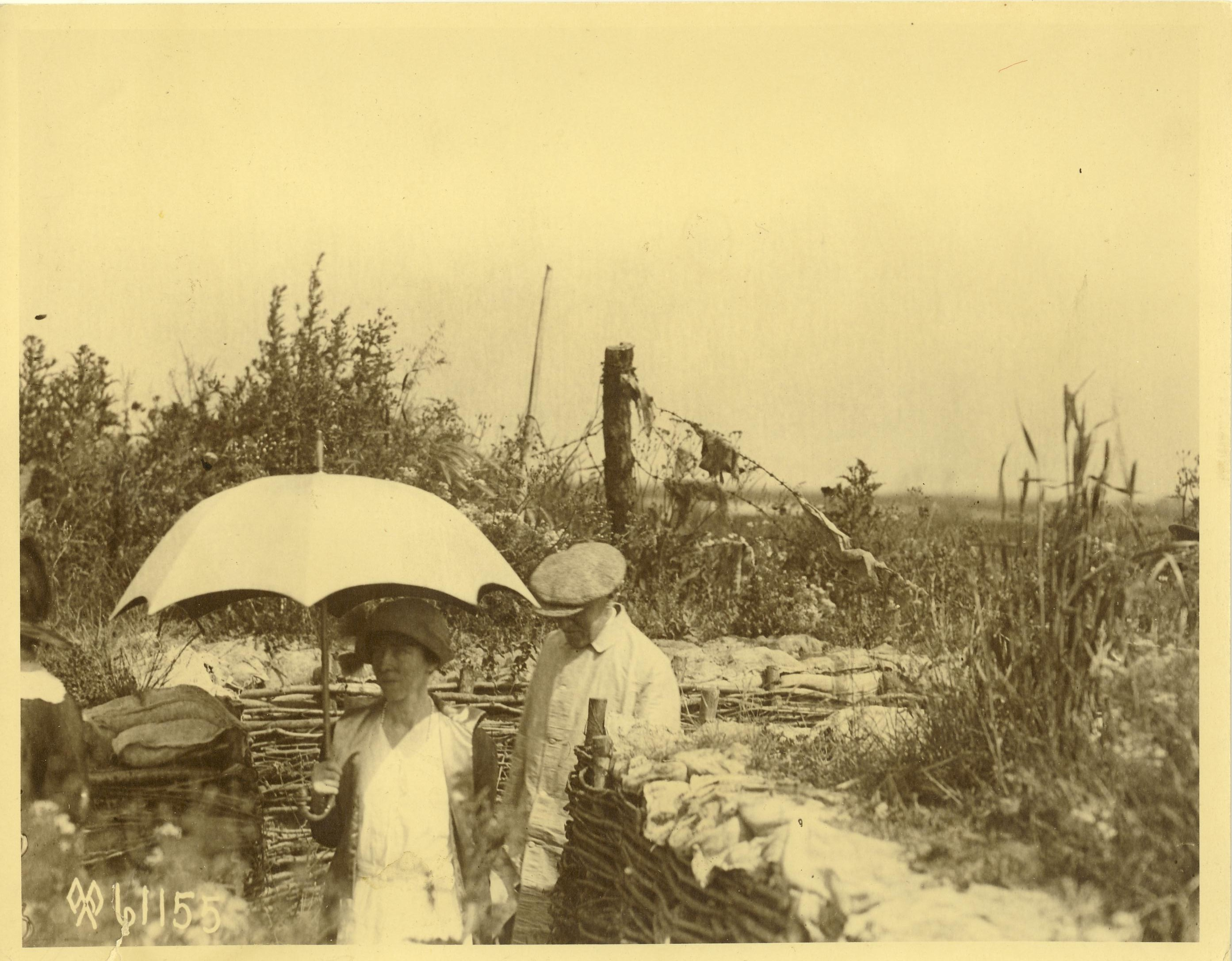
Nieuport.
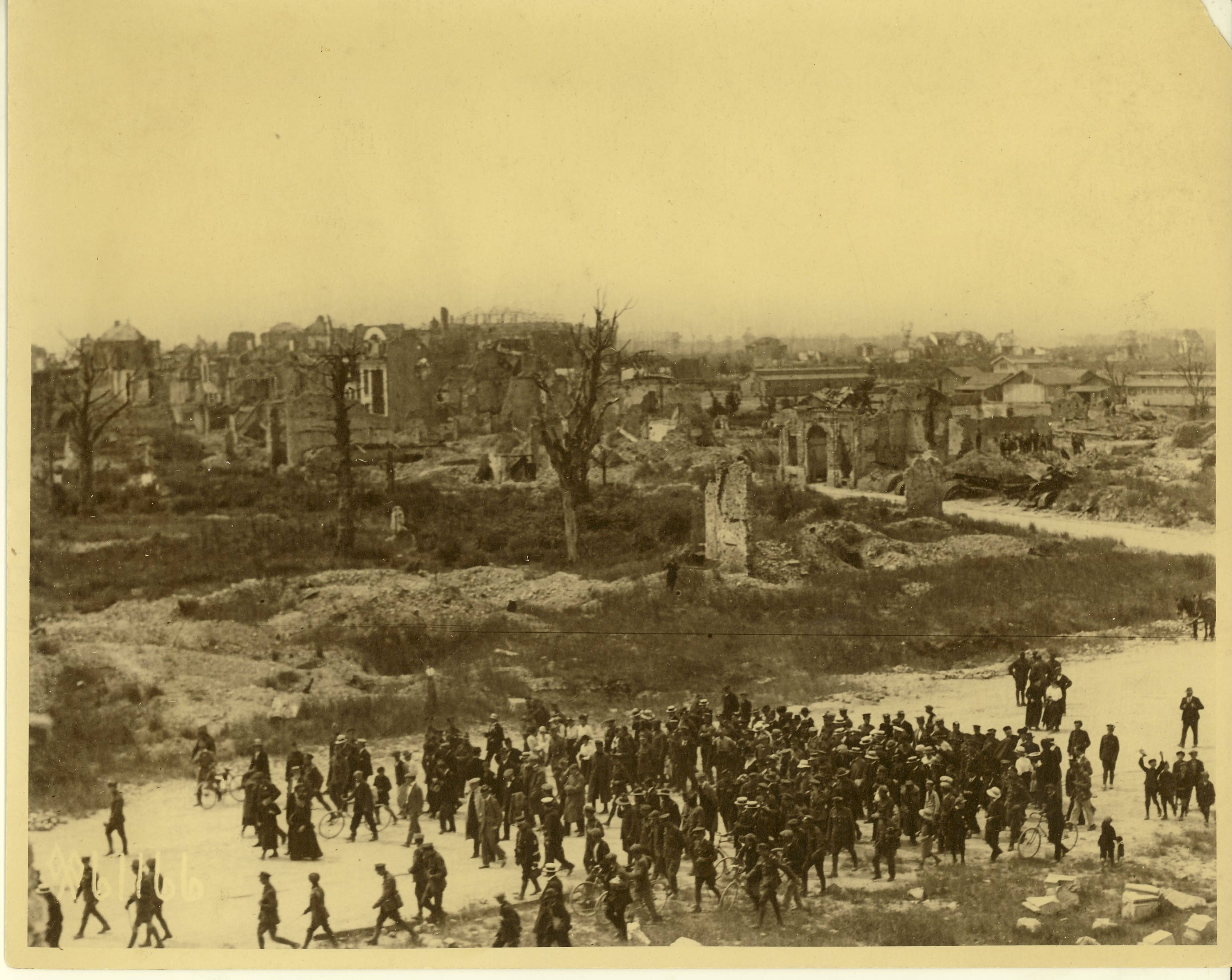
Ypres.
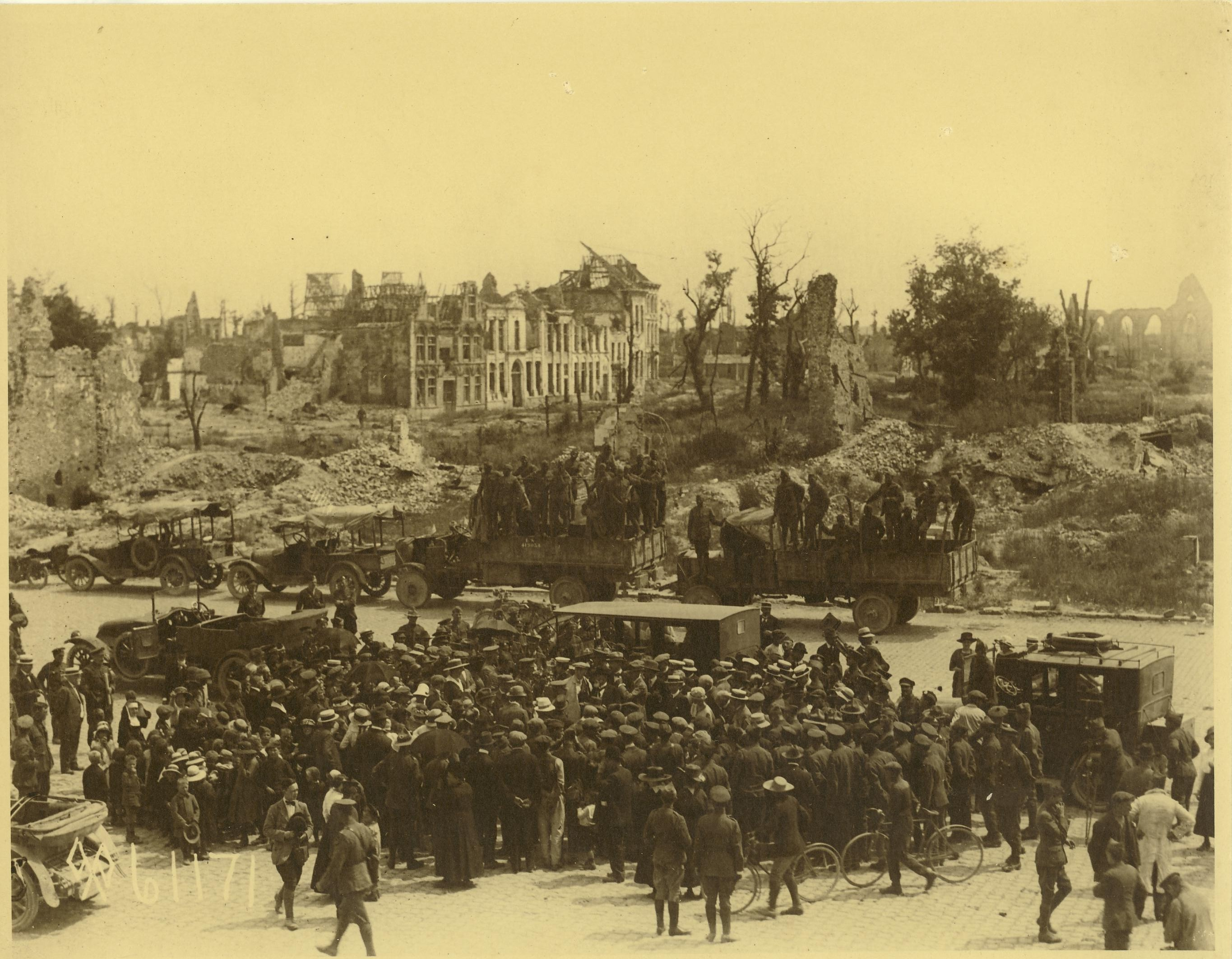
Ypres.
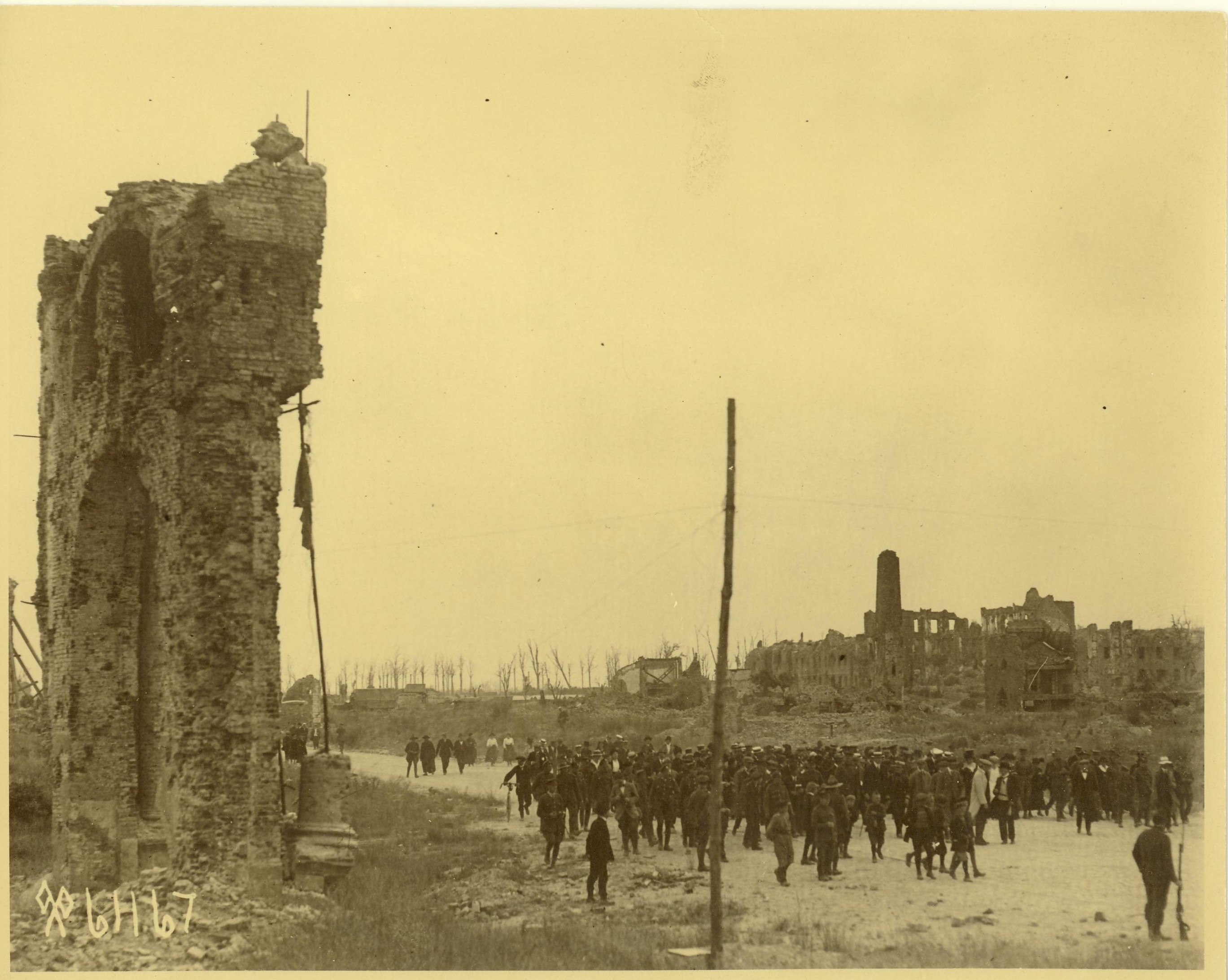
Ypres.
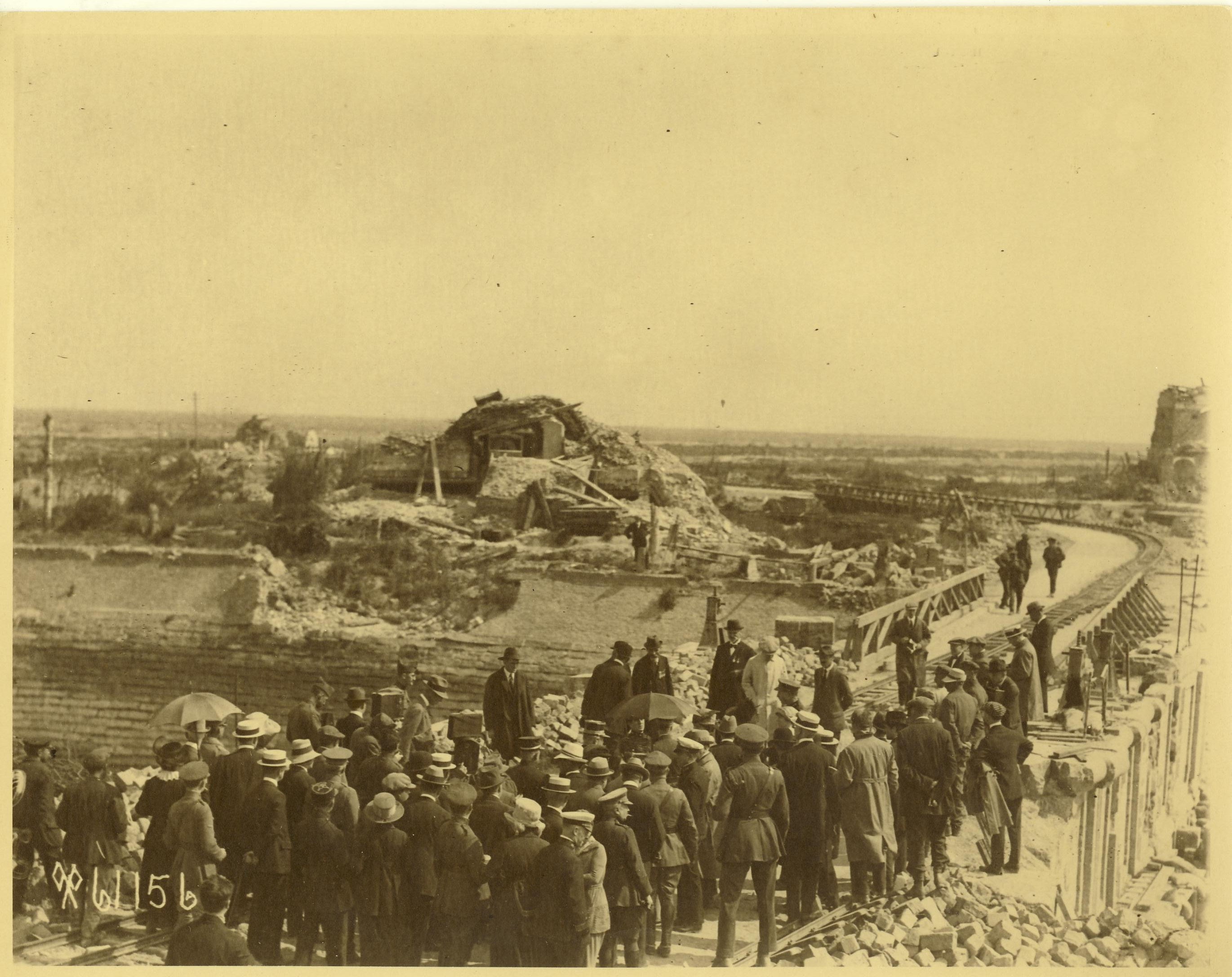
Ypres.
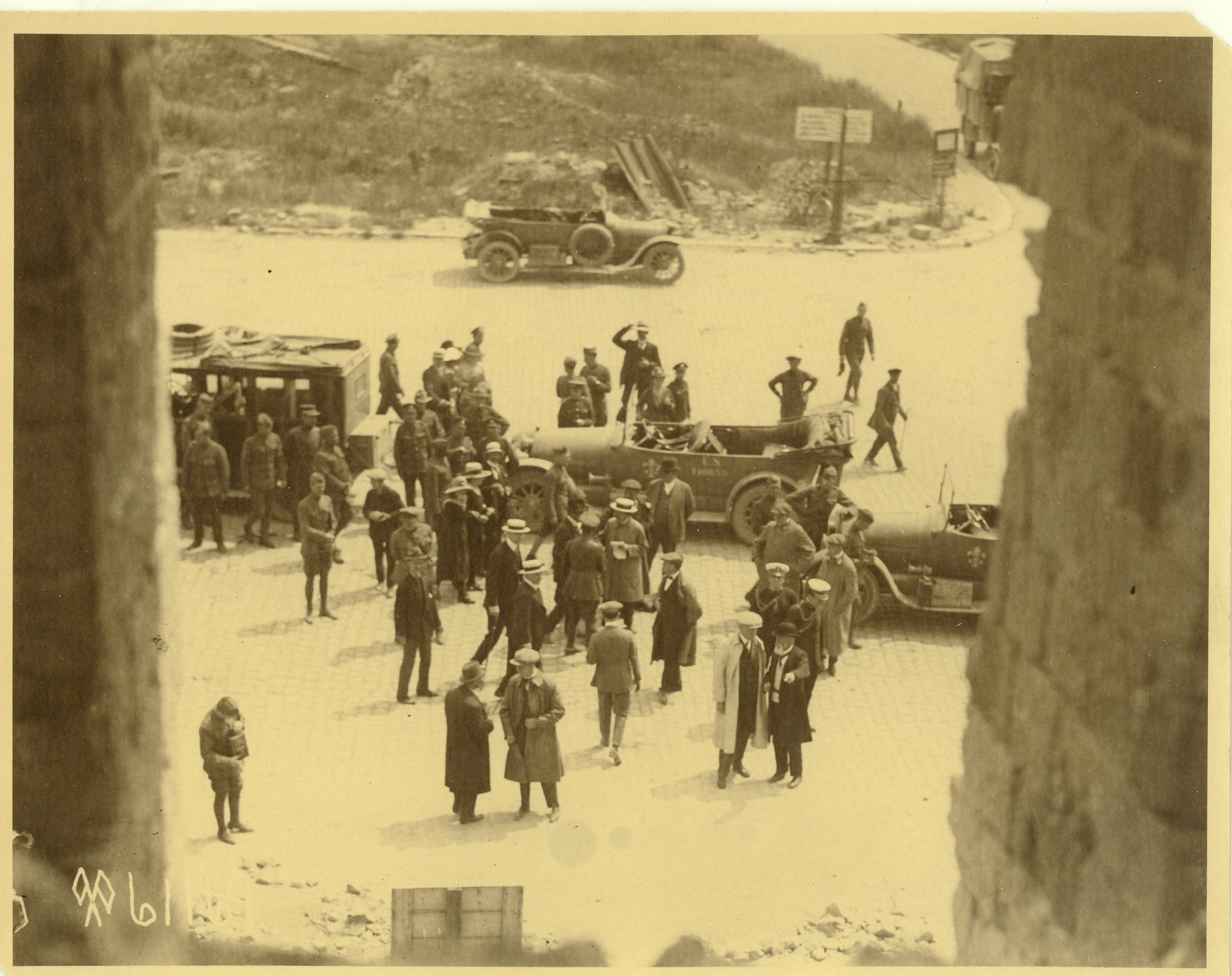
Ypres.
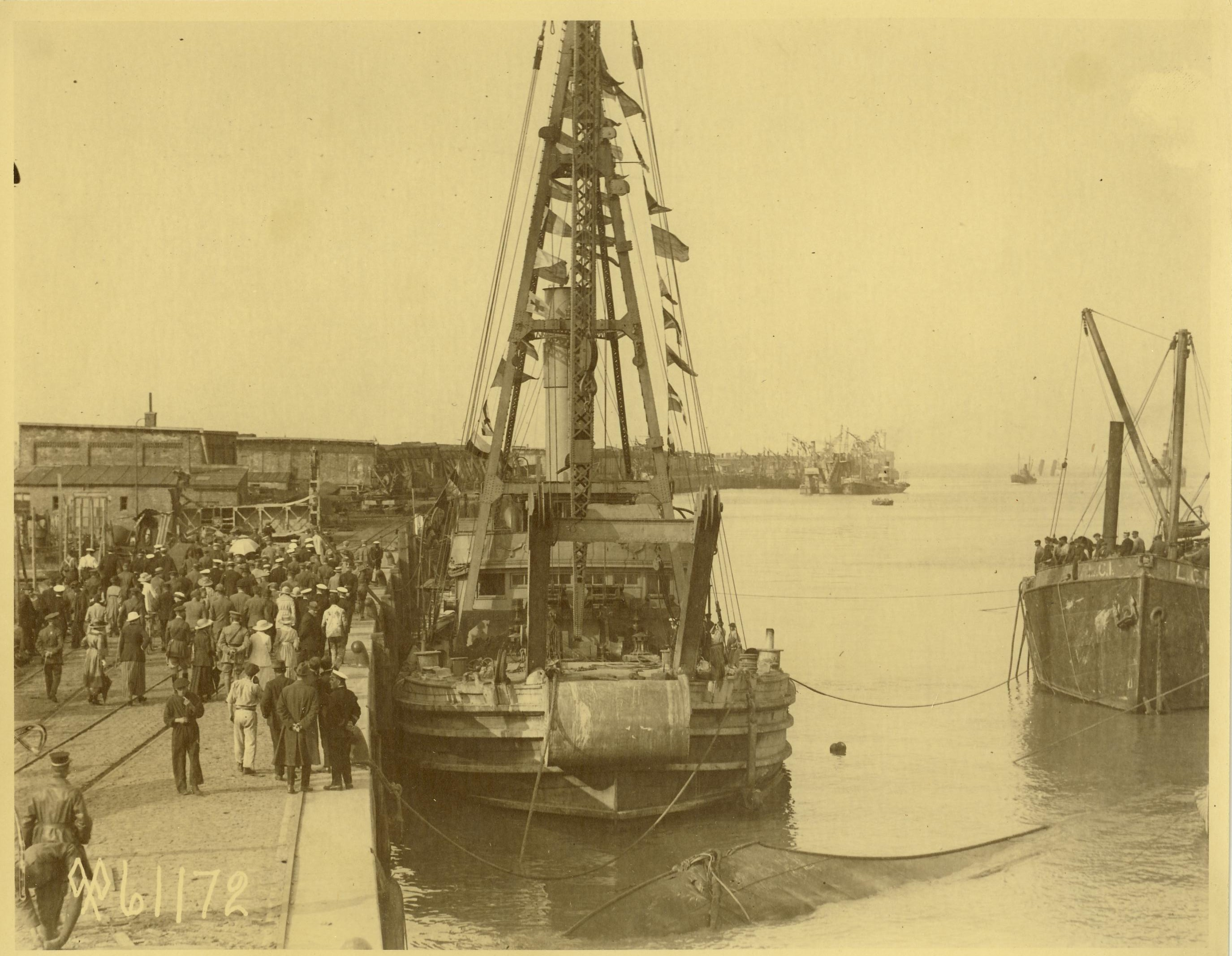
Zeebruges.
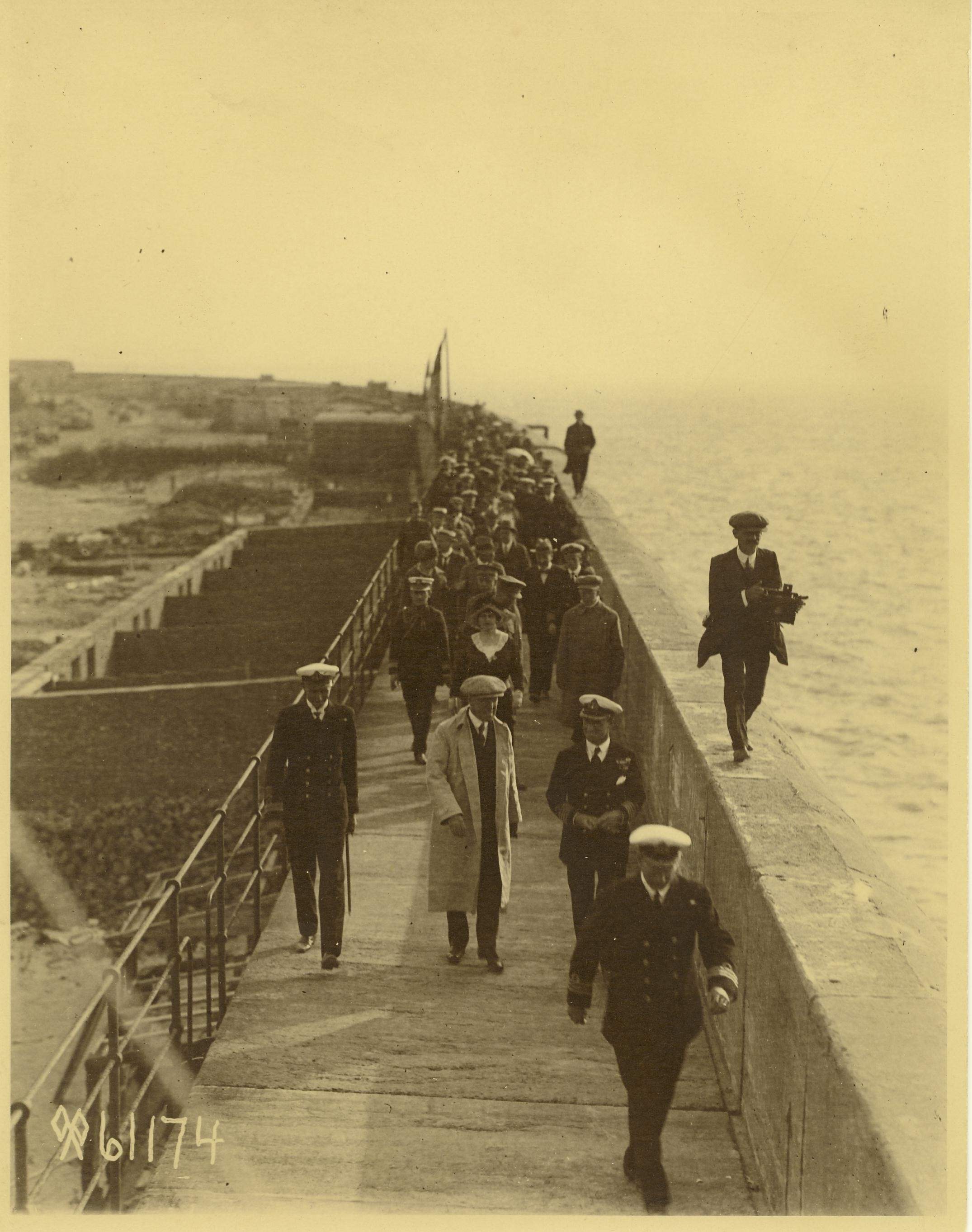
Zeebruges.
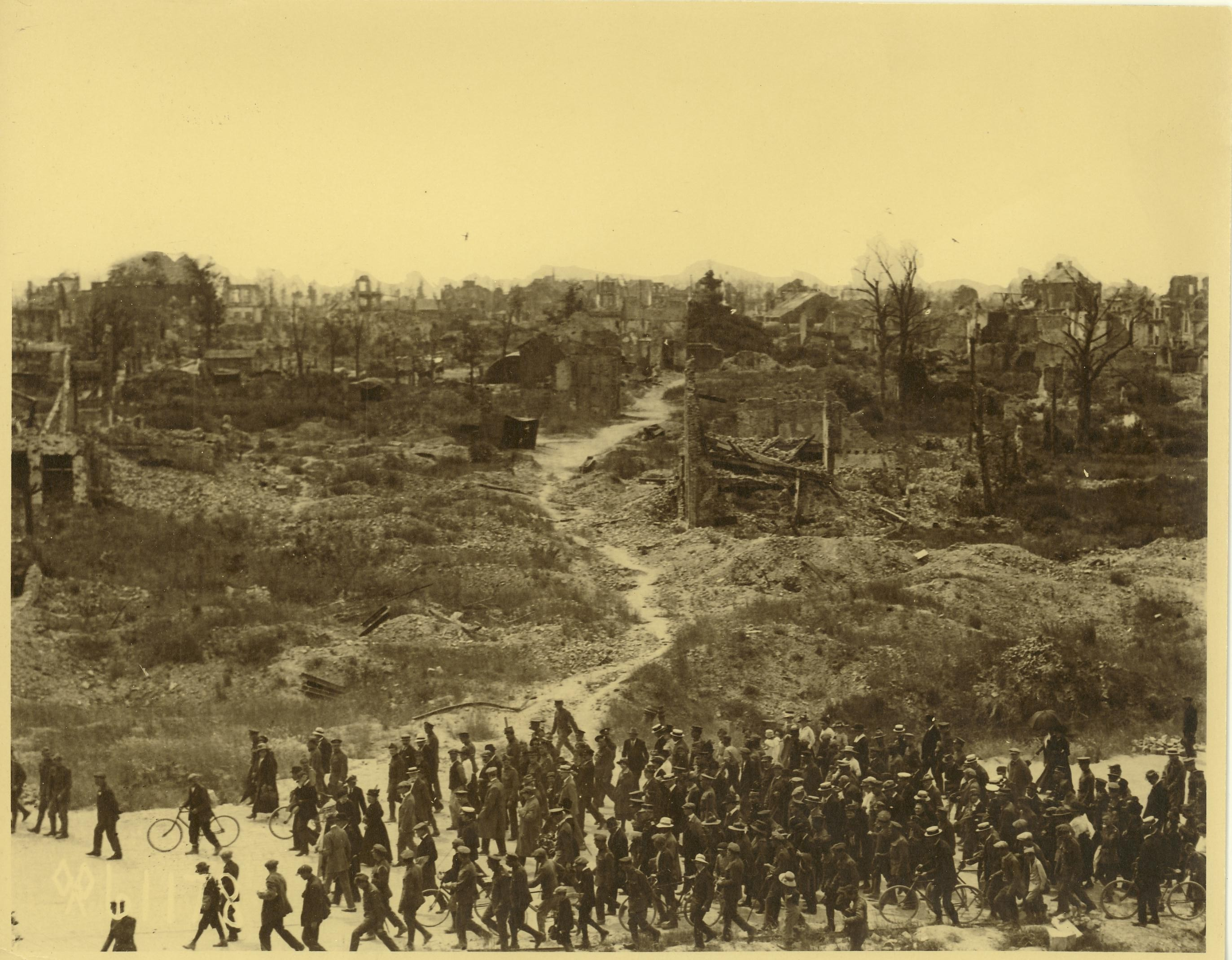
Zeebruges.
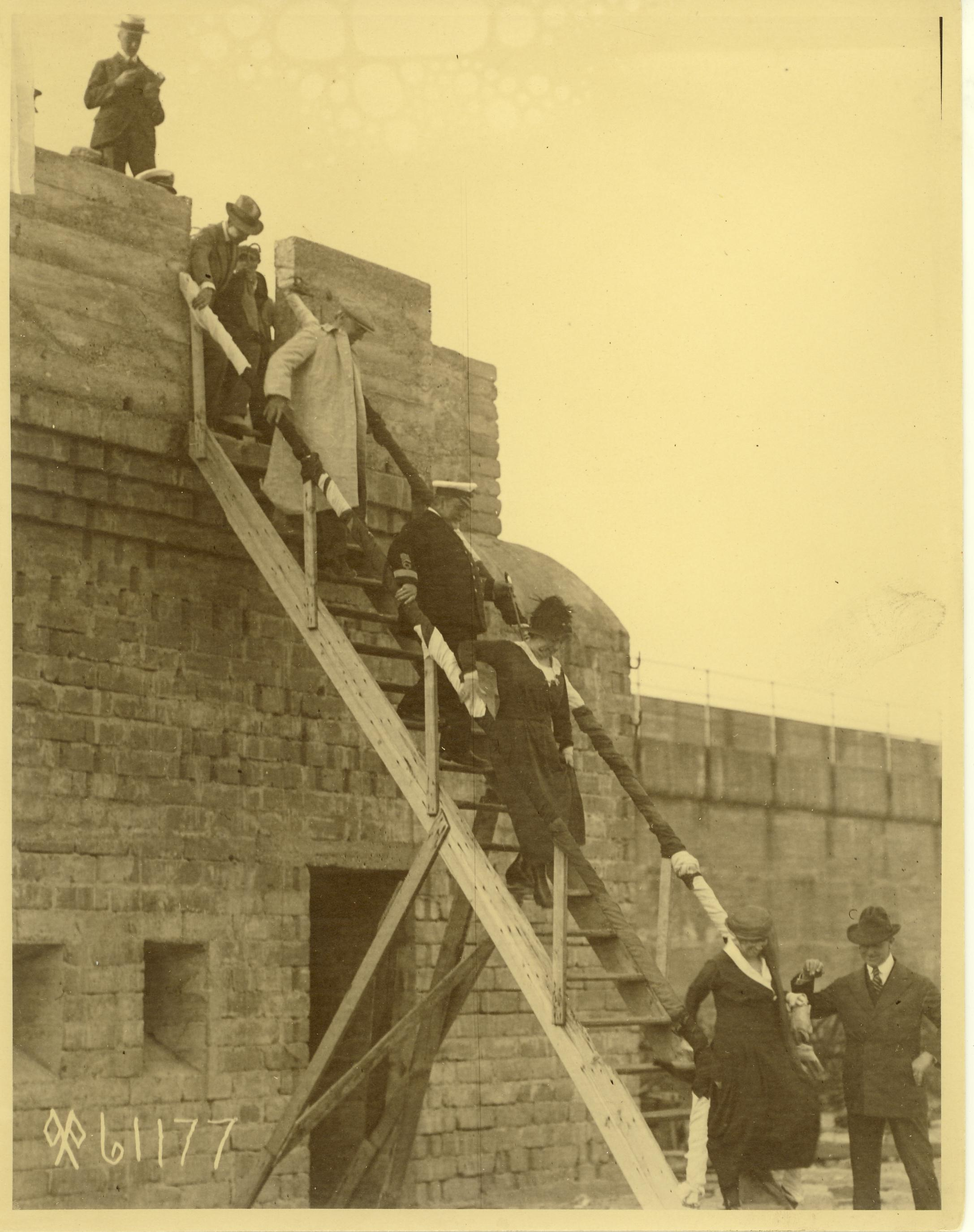
Zeebruges.
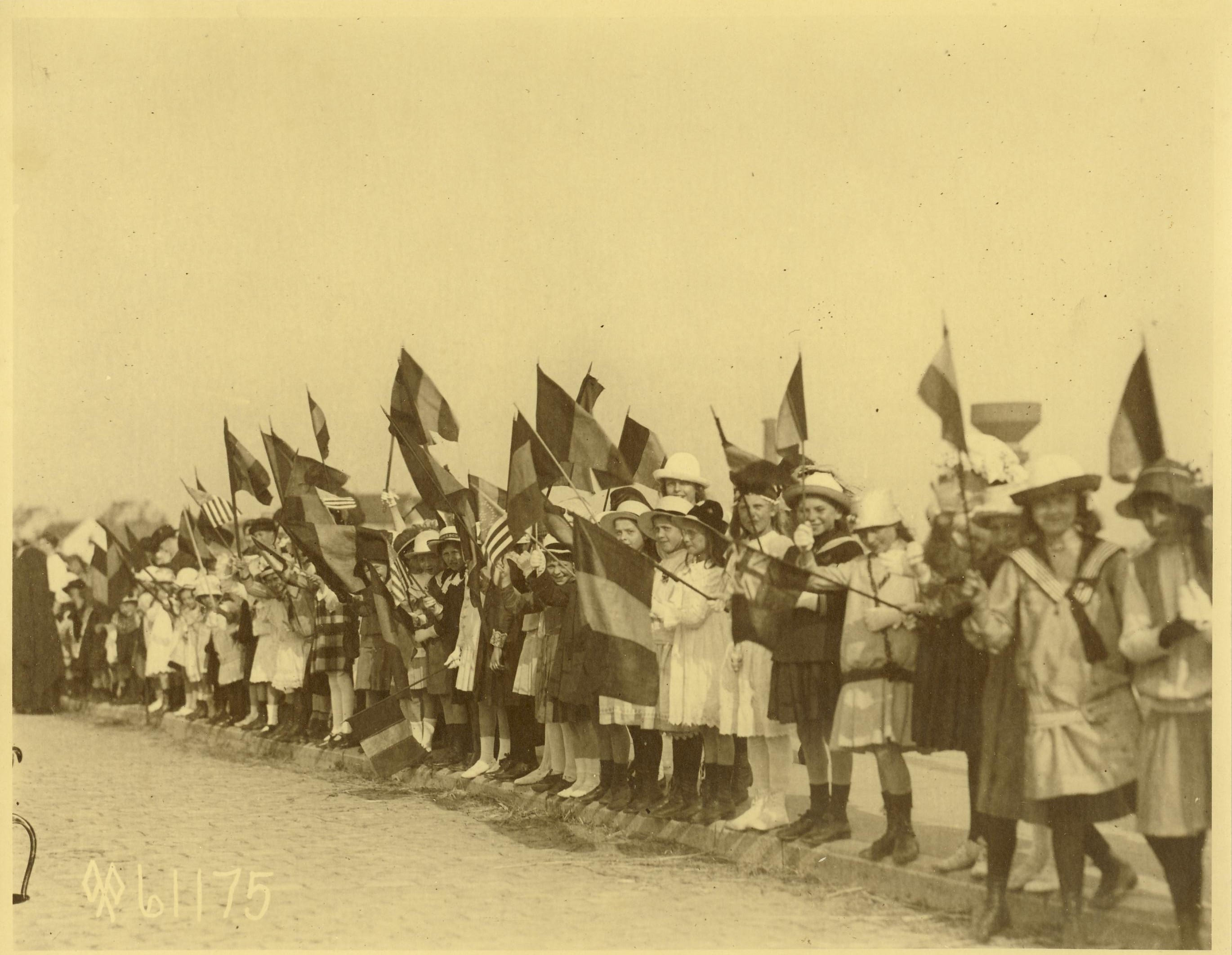
Zeebruges.
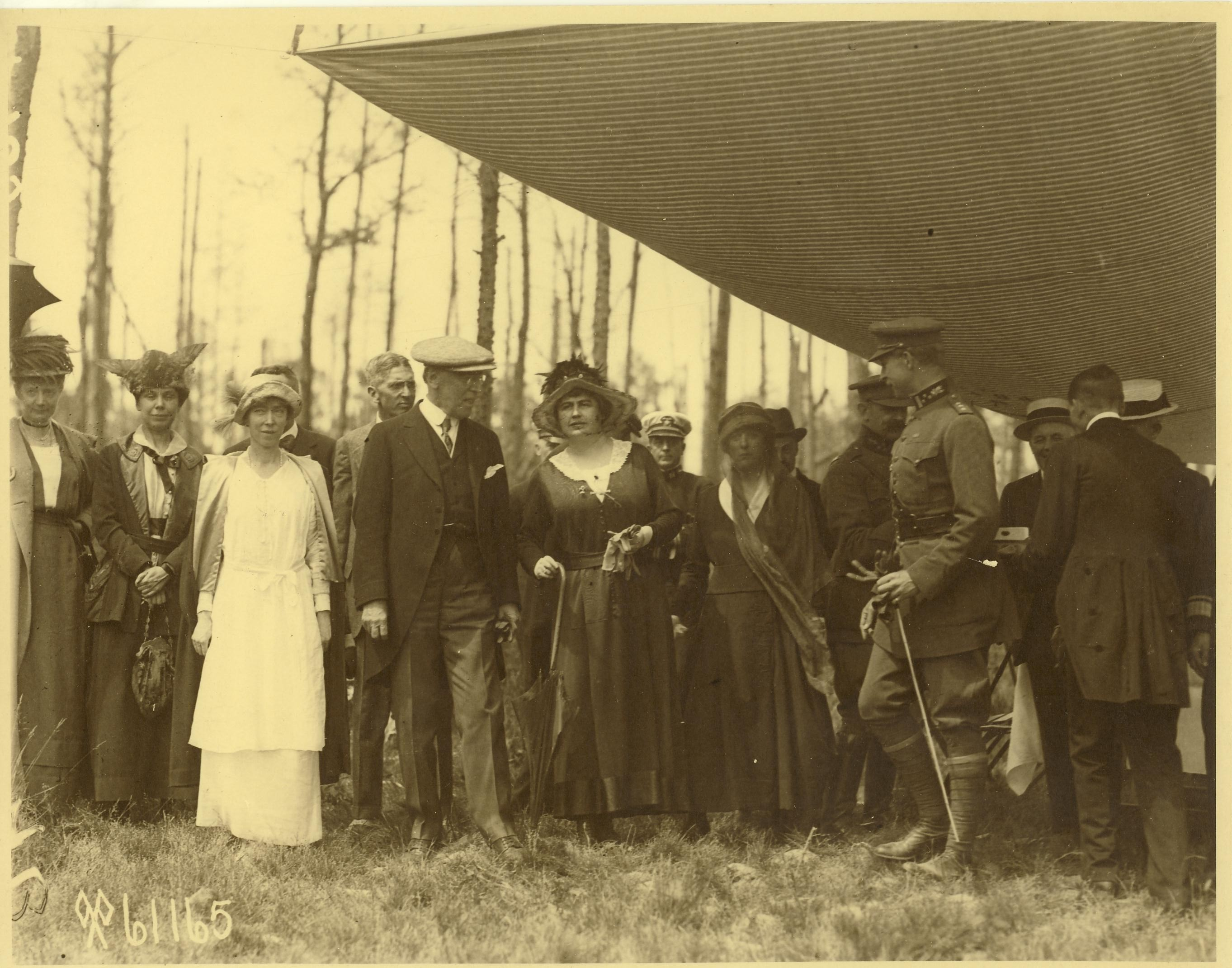
Pique-nique à Houthulst.
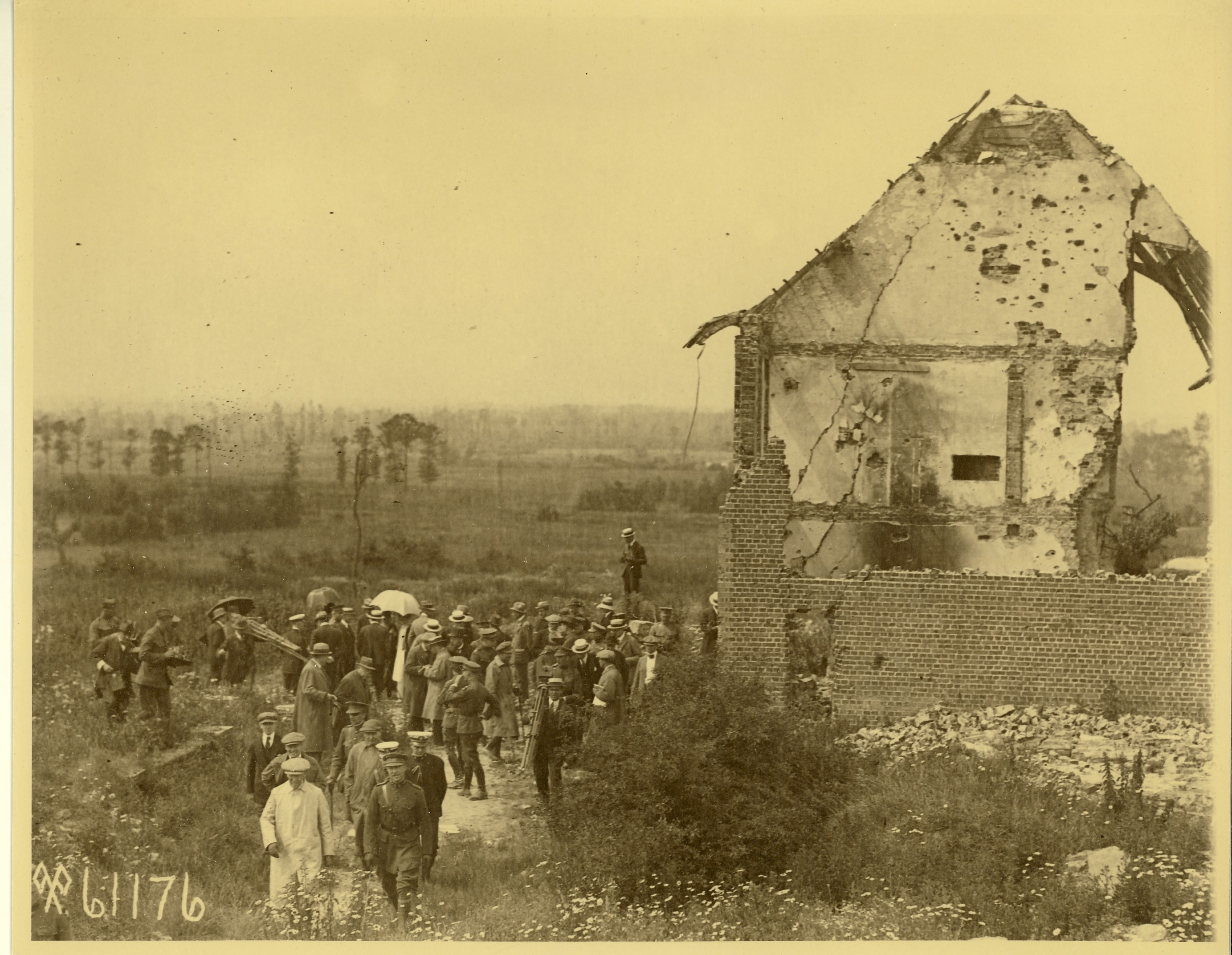
Houthulst.
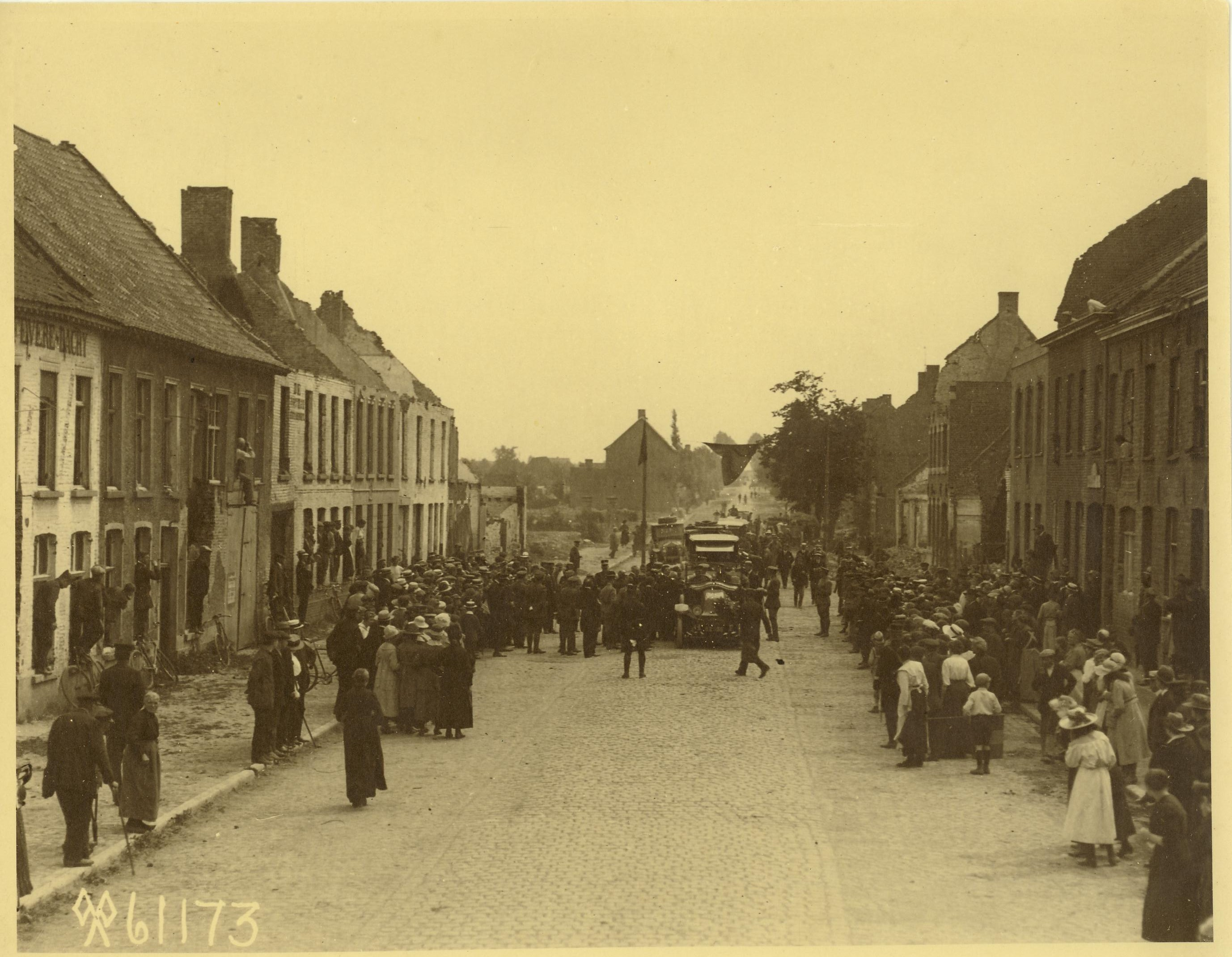
En route, quelque part en Flandre.
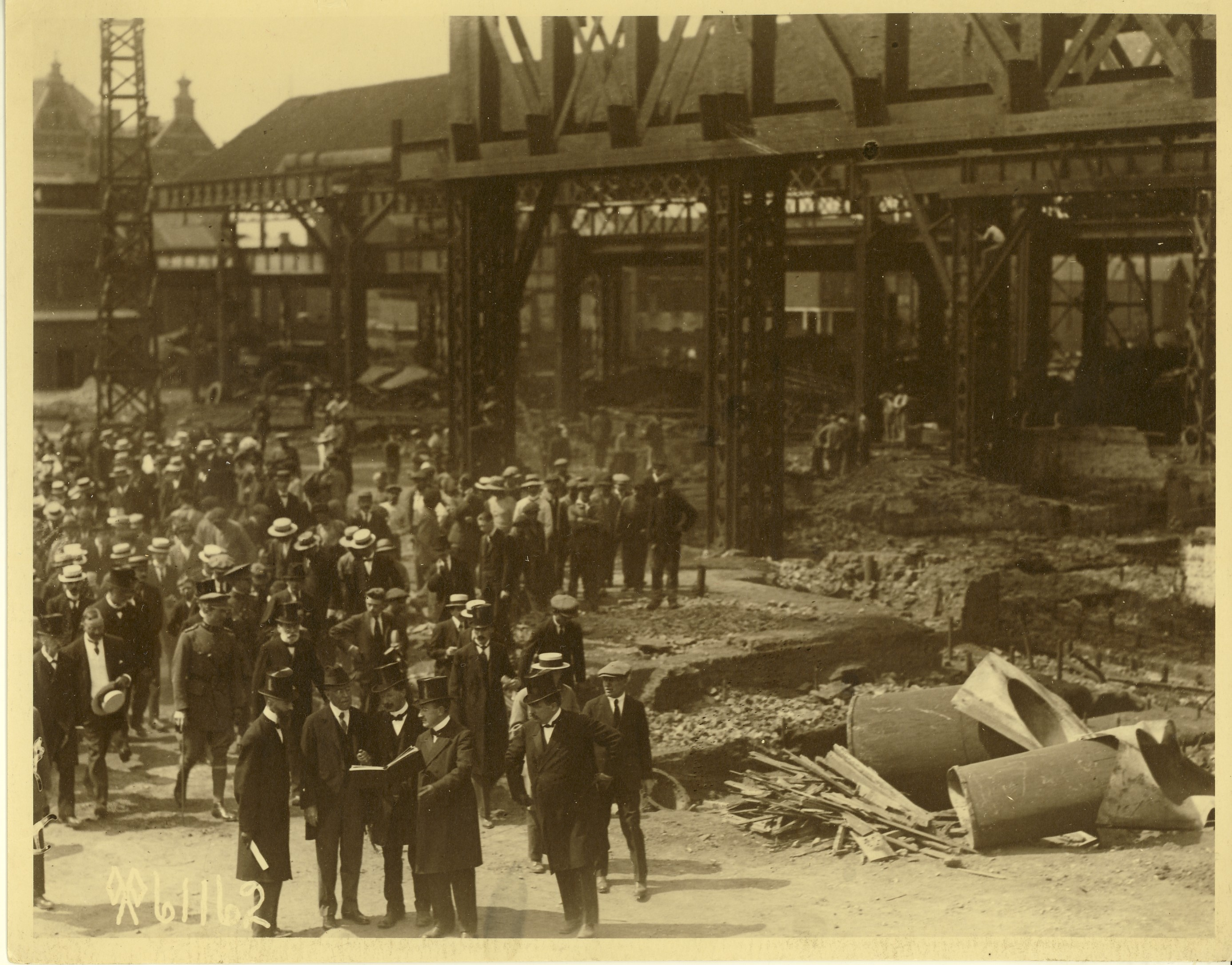
Marchienne-au-Pont.
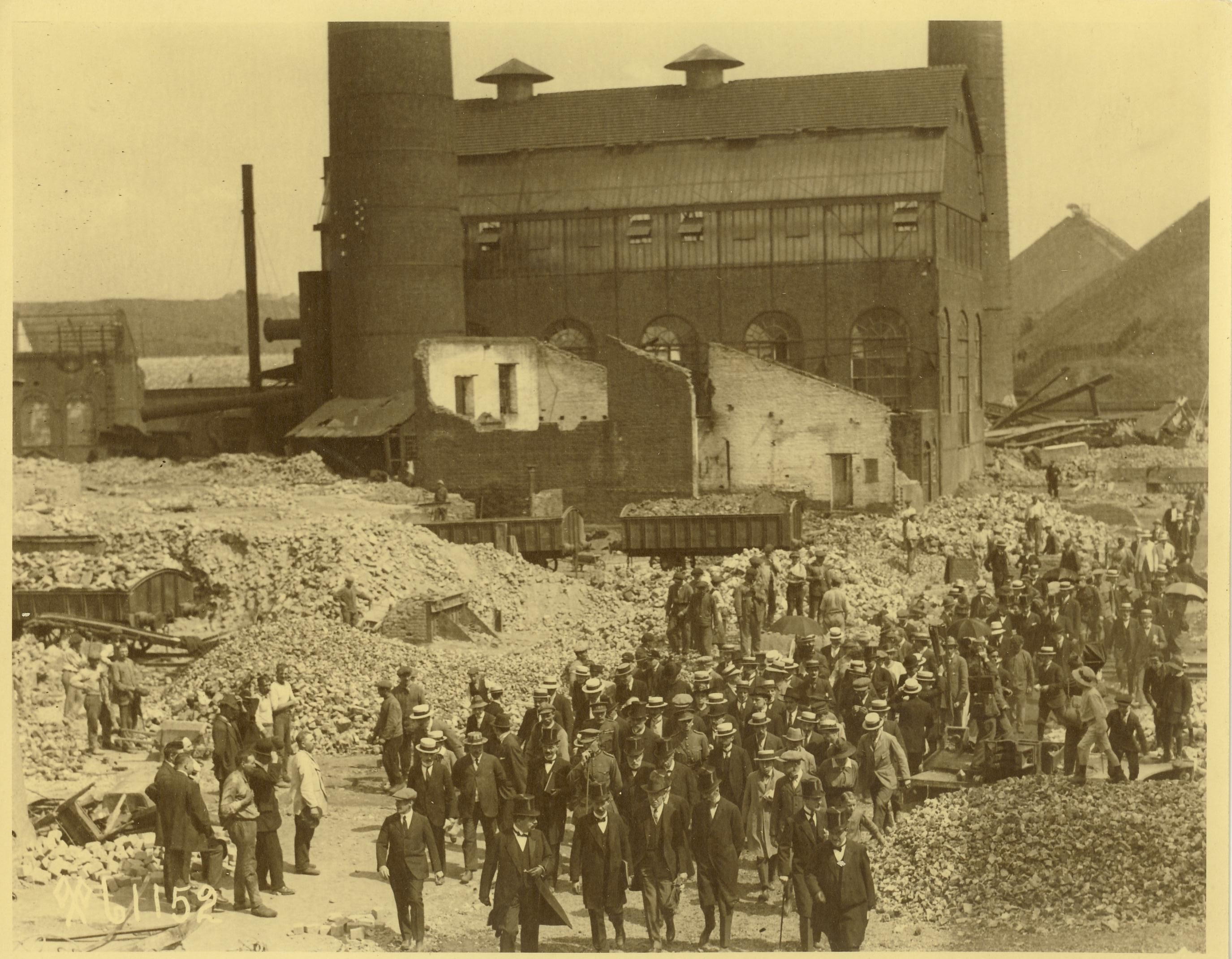
Marchienne-au-Pont.
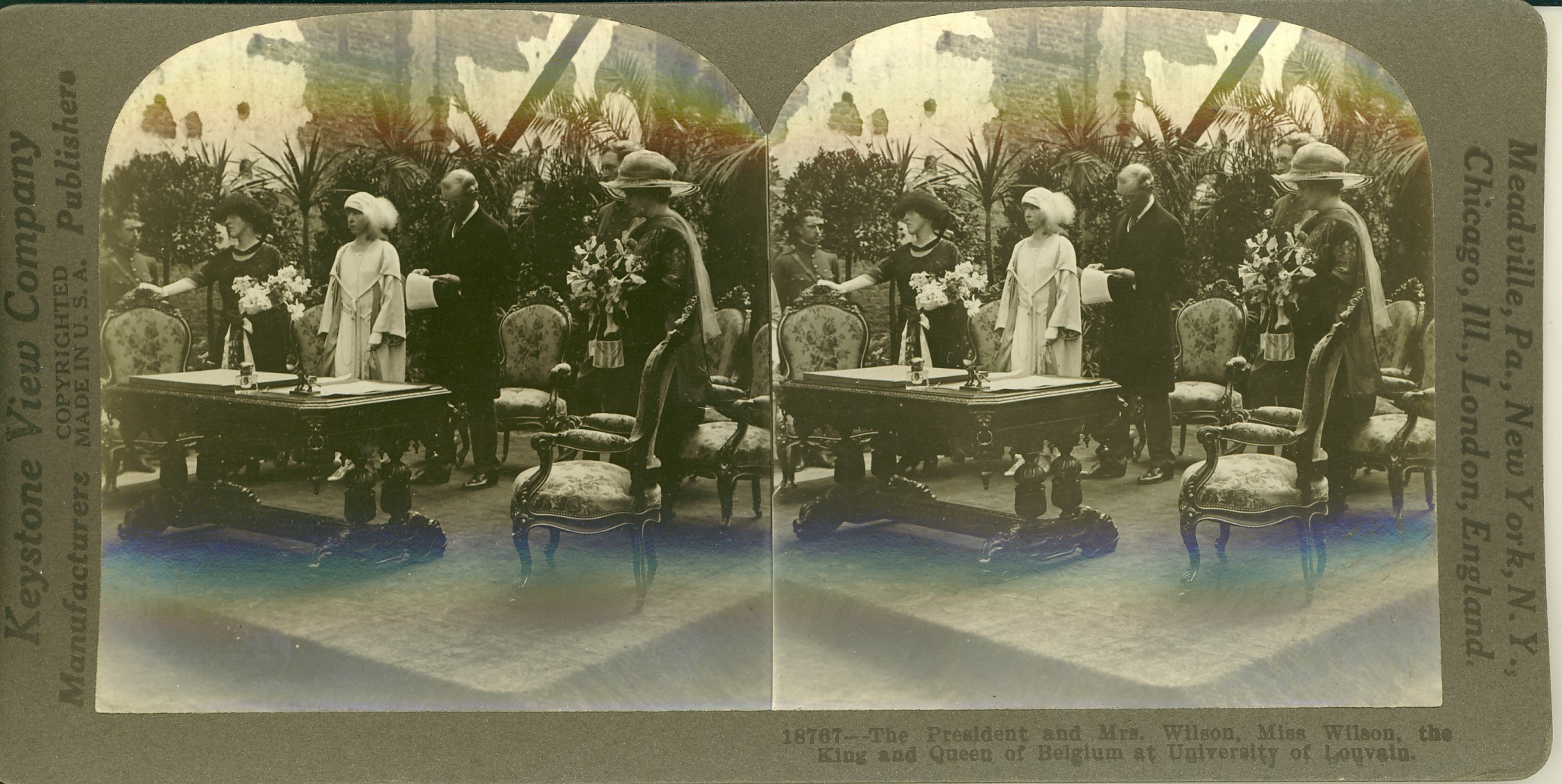
Louvain.
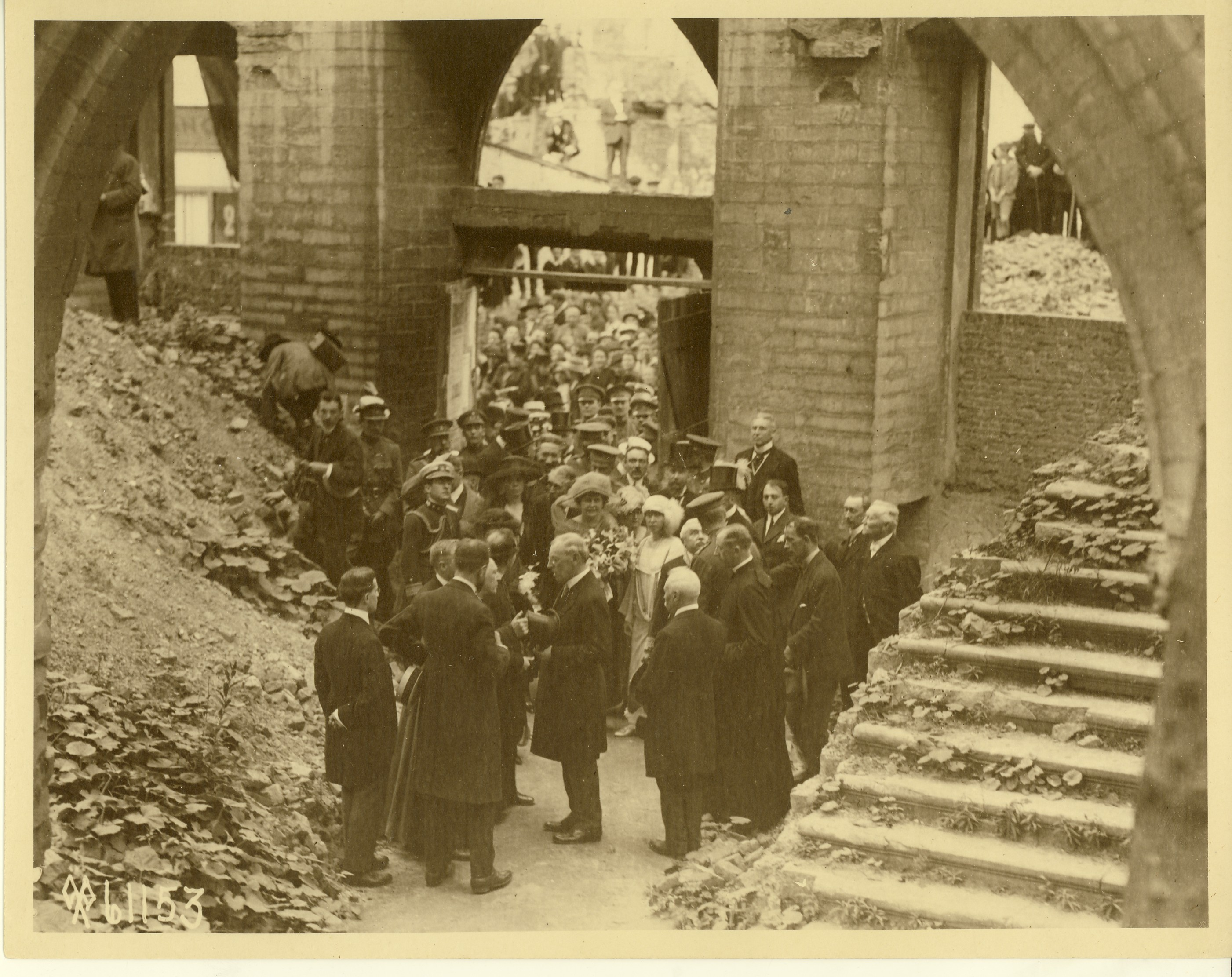
Louvain.
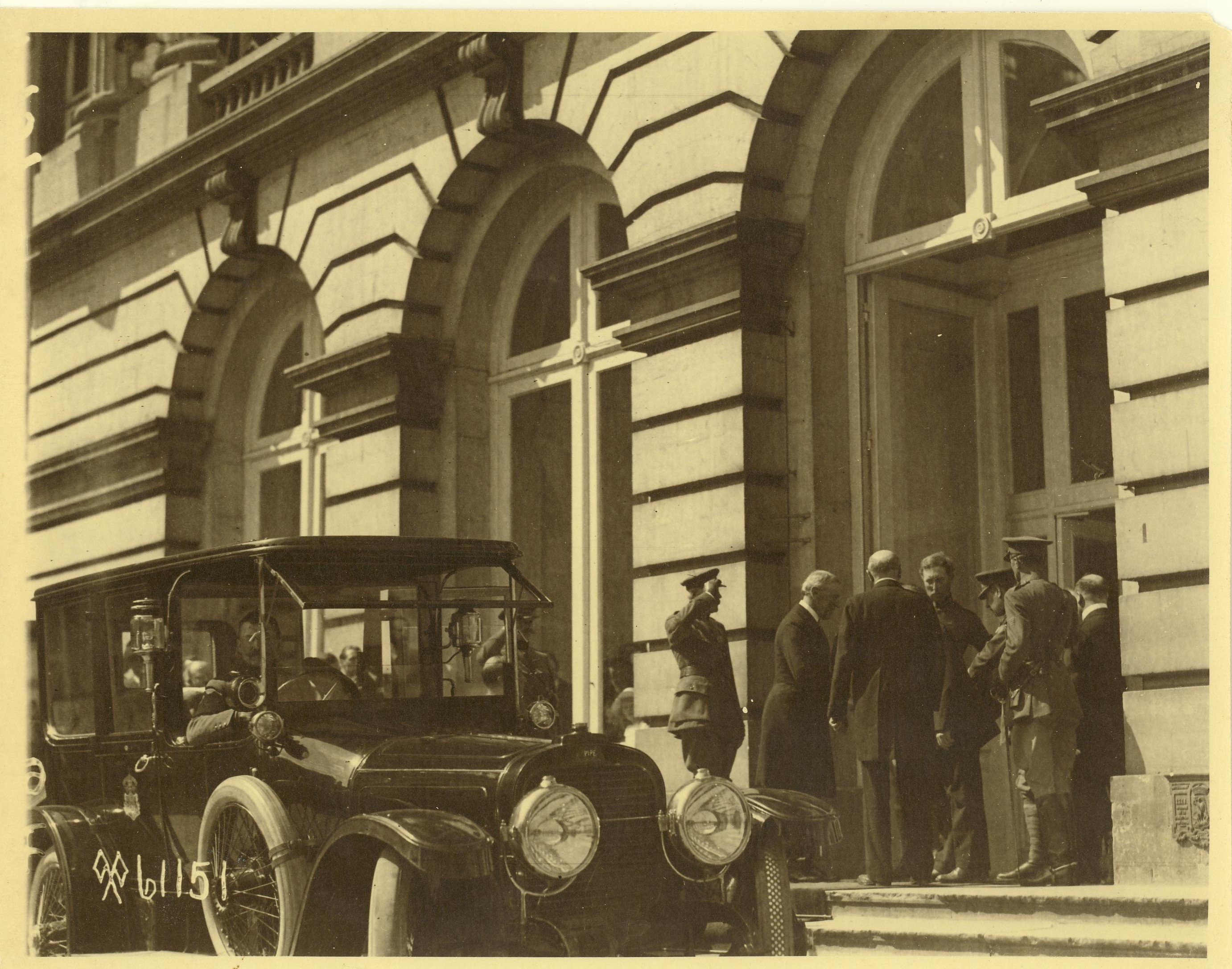
Bruxelles.
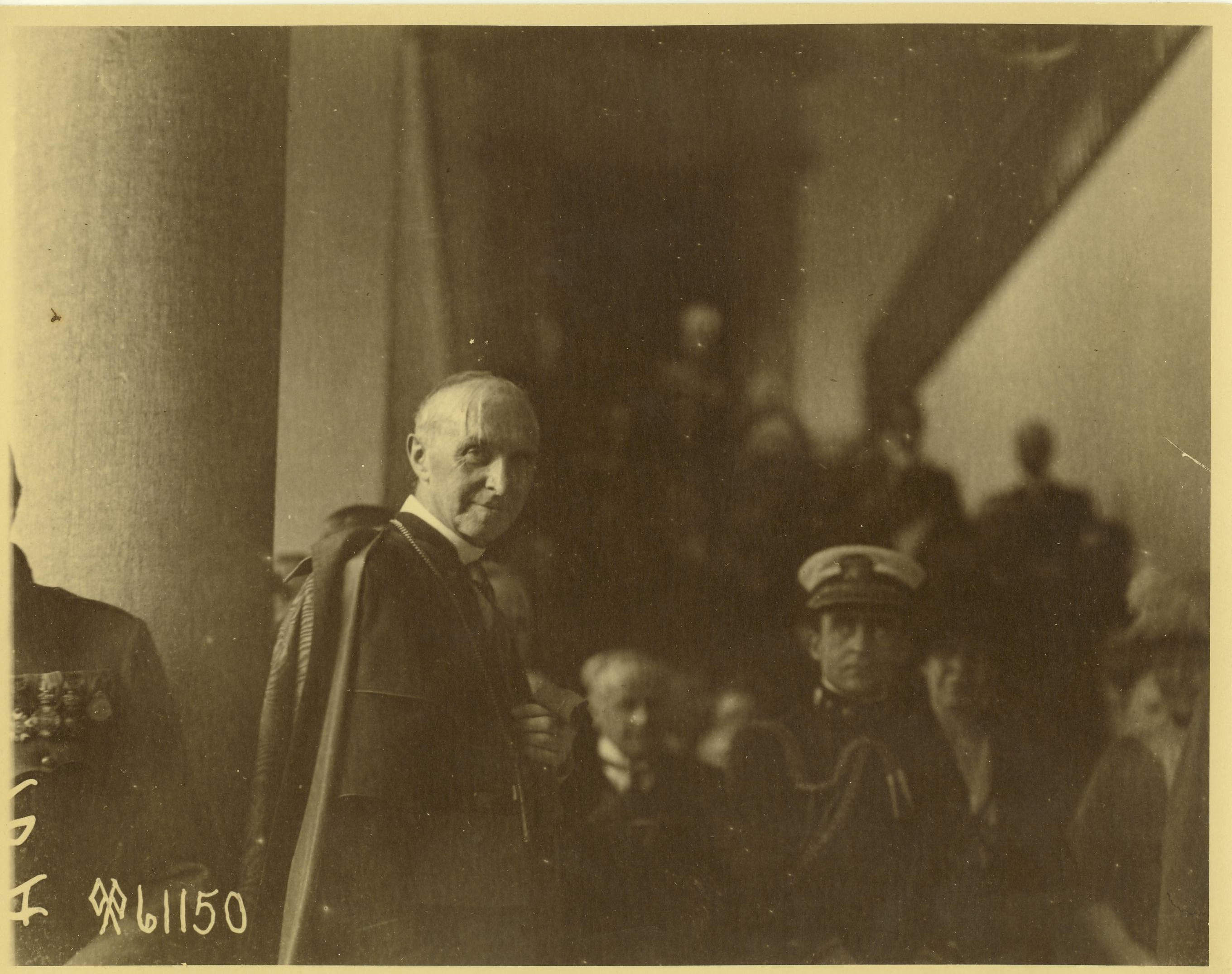
Malines.
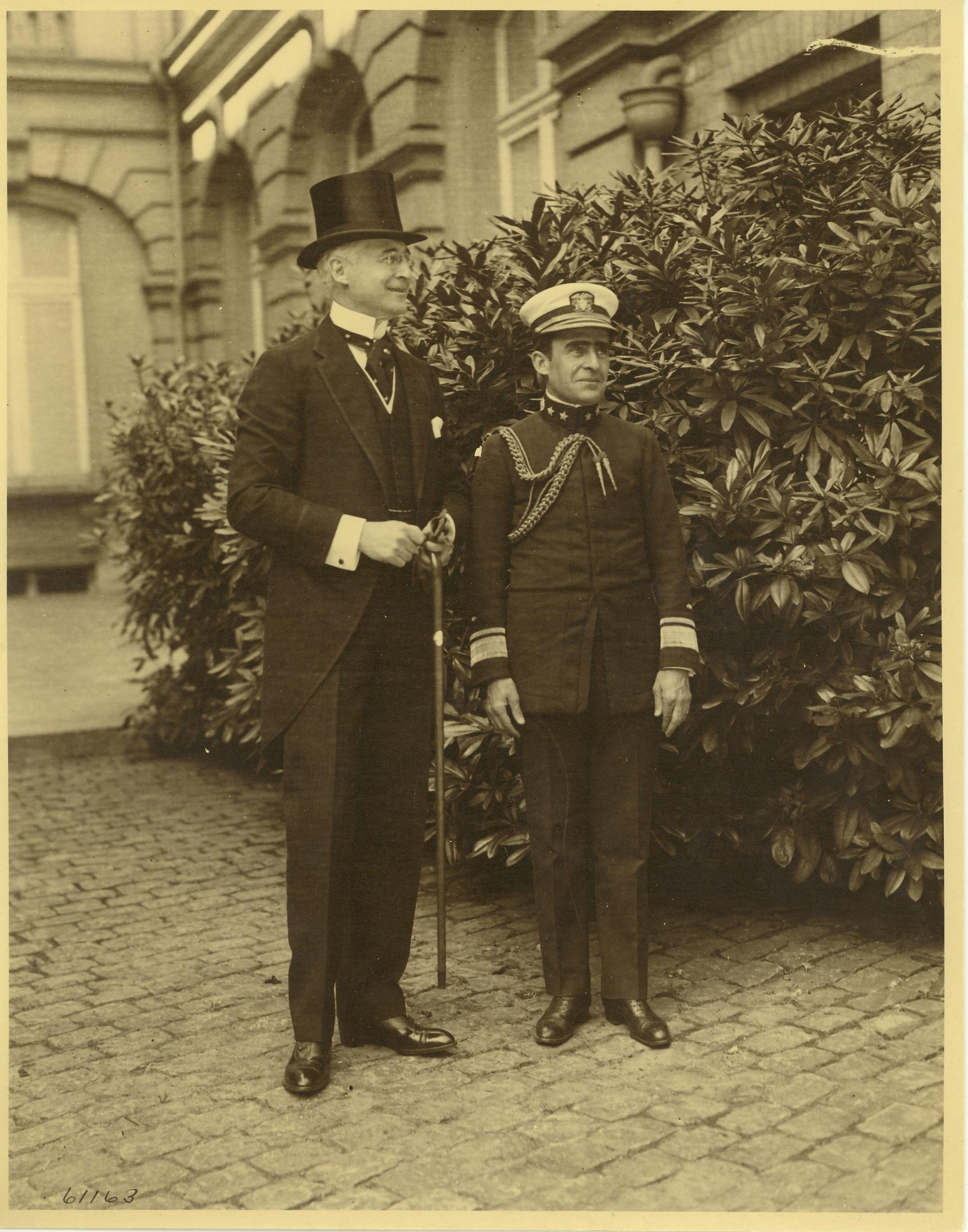
Bernard Baruch et l'amiral Cary Grayson (en).

## Source
- (nl) Cet article est partiellement ou en totalité issu de l’article de Wikipédia en néerlandais intitulé « Bezoek van Woodrow Wilson aan België » (voir la liste des auteurs).